# Navire cible

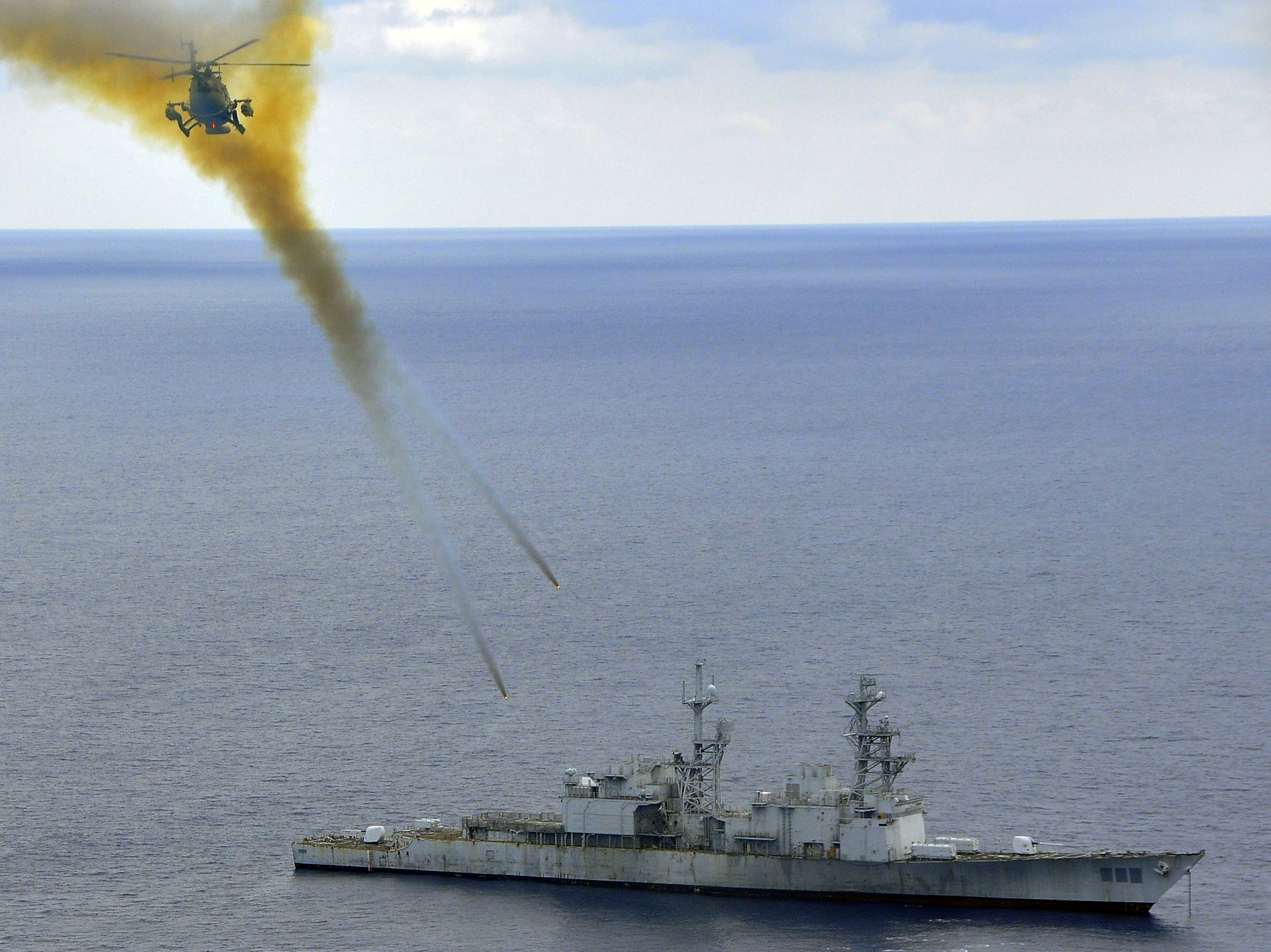
Un hélicoptère mexicain pendant un exercice de tir de roquettes sur l'ex-USS Conolly, en 2009.

Un navire cible est soit un navire de guerre, obsolète ou capturé, utilisé comme cible pour l'artillerie navale ou pour les essais d'armes soit un navire remorquant des cibles. Les cibles peuvent être utilisées pour tester l'efficacité de certains types de munitions ; ou elles peuvent être utilisées pendant une longue période de tirs avec des munitions non explosives spéciales. Les conséquences potentielles d'une épave à la dérive exigent une préparation minutieuse du navire cible pour éviter une pollution ou un risque de collision avec l'épave, flottante ou immergée.

## Justification
Couler des navires de guerre condamnés à être déconstruits est un moyen efficace de tester de nouvelles armes et de nouveaux navires d'une manière aussi réaliste que possible. Des torpilles d'exercice sont tirées assez fréquemment, mais leur comportement est différent de celui des torpilles véritables.

## Préparation
Pour respecter l'environnement, la santé et les normes de sécurité, les navires sont soigneusement nettoyés afin que toutes les matières dangereuses et contaminants potentiels (tels que l'amiante, les fluides frigorigènes, etc.) sont supprimées. S'il doit devenir un récif artificiel, des ouvertures sont pratiquées sur l'épave pour éviter aux futurs plongeurs d'éventuels accidents. Il est maintenant de pratique courante de supprimer les indicatifs visuels (Pennant number) et de couler des navires de guerre anonymes, par respect pour ceux qui ont navigué à bord.

## Exemples notables

### Navires déclassés

#### Pacificateur
En septembre 1819, l'ingénieur et officier d'artillerie français Henri-Joseph Paixhans a écrit au Ministère de la Marine pour proposer un dispositif de mise à feu d'obus explosifs sur des navires de guerre en bois, au lieu des projectiles pleins habituellement utilisés,,. Une commission a étudié la question et a décidé de construire deux canons Paixhans à des fins d'évaluation en 1822.
En 1824, le navire de ligne Pacificateur, considéré comme en surnombre par la Restauration des Bourbons, a été condamné. C'était un navire à deux ponts de la classe Bucentaure, du même type que le navire-amiral à la bataille de Trafalgar. Les deux canons prototypes ont tiré sur lui avec un résultat dévastateur, ce qui a conduit à l'adoption du canon Paixhans en 1827. Ils ont été utilisés avec succès lors de la bataille de San Juan de Ulúa (1838), pour le plus grand intérêt des observateurs britanniques et américains, qui ont annoncé la disparition de navires de guerre en bois et l'avènement de l'ère du cuirassé à coque en fer.

#### Baden
En 1921, l'ancien cuirassé allemand SMS Baden a été utilisé par la Royal Navy pour tester de nouveaux types de projectiles anti-blindages. La conclusion principale de ces tests fut que le blindage médian de 18 cm était complètement inutile contre les obus de gros calibre, ce qui a poussé la marine britannique à adopter le principe de blindage tout-ou-rien (en) développé par l'US Navy. Le Baden a ensuite été coulé dans la fosse des Casquets.

#### AgamemnonetCenturion
Le cuirassé britannique pré-dreadnought HMS Agamemnon a été converti en navire cible radiocommandé en 1923, et utilisé pour évaluer les dommages qui pourraient être causés par les aéronefs et différents calibres de canons. Il a été remplacé dans ce rôle par le cuirassé HMS Centurion en 1926.

#### Iowa

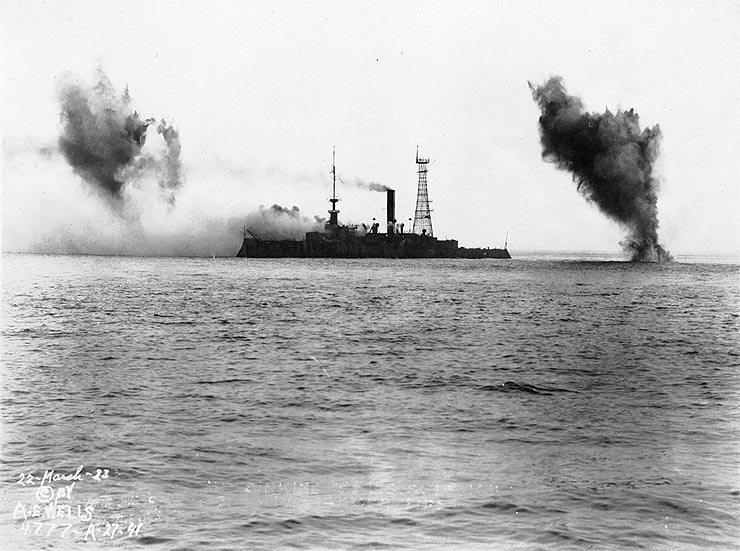
L’Iowa sous le feu, juste avant son naufrage en mars 1923.

À la fin de la Première Guerre mondiale, l'US Navy et l'armée américaine ont fait des essais en tir réel d'attaques de navires de guerre par les airs. Pour obtenir le test le plus réaliste possible, l'USS Iowa a été converti en navire cible radiocommandé, une première dans l'histoire navale des États-Unis. Un ingénieur radio bien connu, John Hays Hammond, Jr. (en), a développé le dispositif de radiocommande pour l'Iowa. En 1923, l'Iowa a été coulé par le cuirassé
Mississippi dans le Pacifique au large de Panama au cours d'exercices de la marine, en présence de membres du Congrès et de la presse. Au début des années 1930, la marine américaine s'est penchée sérieusement sur les navires contrôlés à distance et a équipé le destroyer USS Stoddert (en) d'un contrôle radio amélioré développé par le capitaine de corvette Boyd R. Alexander, un officier chargé de la conception de radios, et le "Naval Research Laboratory" de Bellevue DC, pour plus ample évaluation. Cette évaluation a été si bonne que l'United States Navy a poursuivi son programme de navires radiocommandés : en 1932 le cuirassé obsolète USS Utah et les destroyers Boggs et Kilty ont été convertis en navires cibles télécommandés.

#### James Longstreet
Le SS James Longstreet, un Liberty ship de la Seconde Guerre mondiale, a été remorqué jusqu'à un banc de sable 5,6 km au large de cap Cod en 1944 et a été utilisé pour les exercices de bombardement pendant la guerre du Vietnam.

#### Opération Crossroads

L'explosion nucléaire Baker le 25 juillet 1946 avec l'onde de choc concentrique qui recouvre les navires.

L'opération Crossroads est une série d'essais nucléaires sur l'atoll de Bikini en 1946. 95 navires cibles ont été utilisés pendant cette opération. Certains étaient obsolètes, tels l'USS Nevada, d'autres navires avaient été remis par les puissances de l'Axe à la fin de la seconde Guerre mondiale, comme le croiseur lourd Prinz Eugen ou le cuirassé japonais Nagato.

#### Torrens
La Royal Australian Navy (RAN) a coulé le HMAS Torrens (en) le 14 juin 1999 avec des torpilles Mark 28 tirées par le HMAS Farncomb, un sous-marin de la classe Collins. Le Torrens était le dernier des six destroyers australiens de la classe River. Les autres (Derwent, Parramatta, Stuart, Swan et Yarra) ayant été éliminés précédemment. Avant le naufrage du Torrens, il avait été nettoyé à fond de toutes substances nocives pour l'environnement. Sa tourelle a été donnée à la ville d'Albany. Le Torrens a ensuite été remorqué depuis la base Ouest (HMAS Stirling) à 90 km en mer, à l'ouest de Perth. Le sous-marin a tiré sa torpille sur une cible immobile, à partir d'une position immergée au-delà de l'horizon.
Le naufrage du Torrens a démontré la puissance de feu du sous-marin, une publicité bien nécessaire pour la classe Collins, confrontée à de nombreux problèmes techniques et critiquée à de nombreuses reprises pour des problèmes de ses systèmes de combat et de réduction des bruits.

#### Premier-maître L’Her
Le 17 décembre 2024, la Marine nationale coule l'ancien aviso Premier-maître L’Her pour tester et valider sa nouvelle torpille F21, tir effectué par un de ses sous-marins d'attaque.

### Navires d'essais
En France, la direction générale de l'Armement Essais de missiles utilise le Nahaura et le Ness Thor, dont le port-base est Port Avis (île du Levant). Ces navires cibles peuvent ou non embarquer du personnel. Ils sont alors téléguidés jusqu'à 60 km en haute mer. Parfois munis de brouilleurs, ils remorquent des cibles et ils mesurent le parcours et l'impact des missiles.

## Exercices militaires

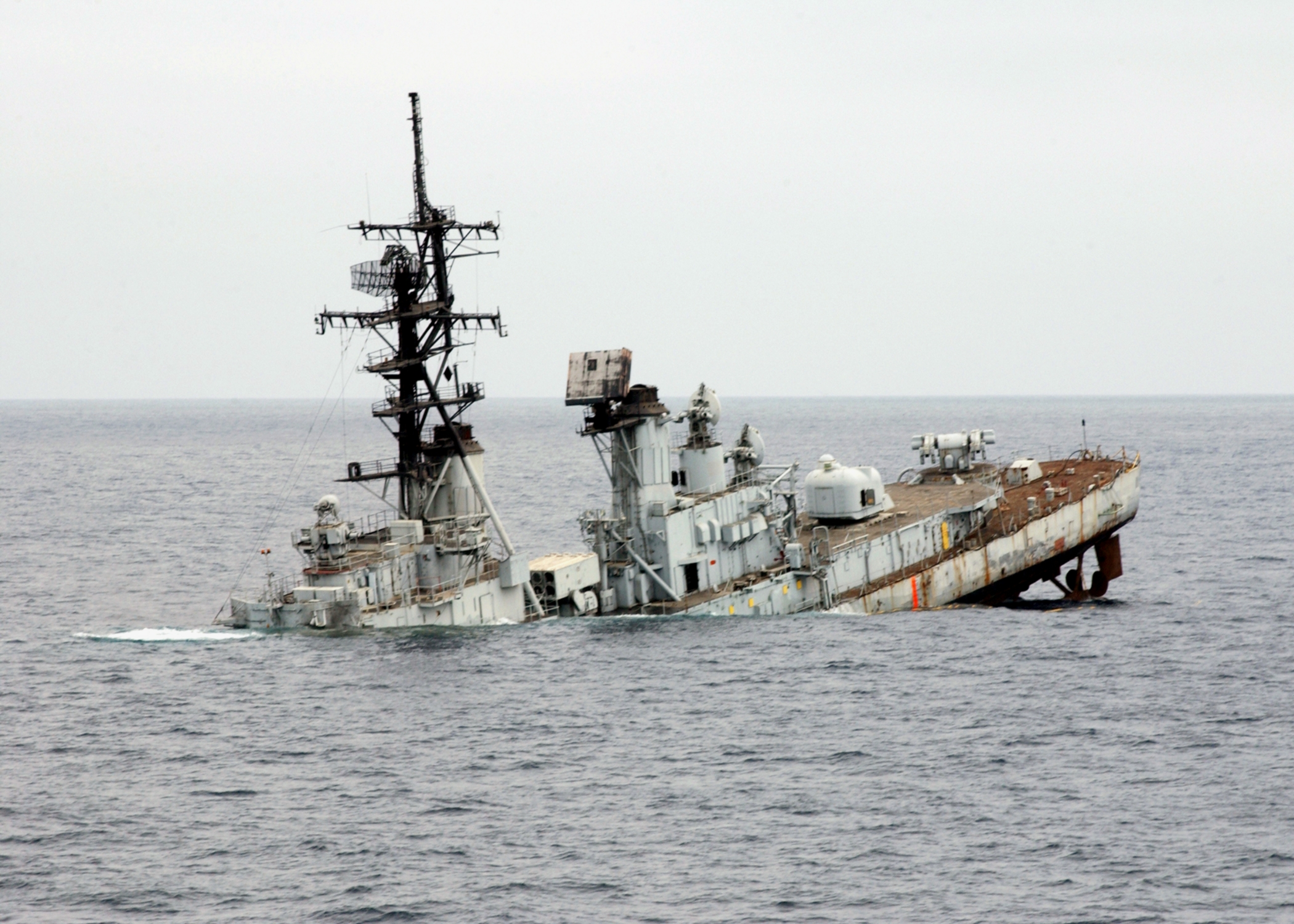
L'USS Towers coule après un exercice le 9 octobre 2002.

Le terme militaire américain de Sink Exercice (SINKEX) est employé pour qualifier le test d'un système d'armes impliquant généralement une attaque par torpille ou missile sur un navire cible. L'US Navy met à profit ce test pour exercer et entraîner ses marins à l'utilisation des armes récentes.
Cette technique est aussi utilisée pour se débarrasser des bâtiments de guerre déclassés. L'US Navy effectue ces exercices au nord de Kauai à Hawaï, dans l'océan Pacifique au large de la Californie, et à proximité de Porto Rico.